# シモロプテリクス科
シモロプテリクス科（シモロプテリクスか、学名 : Cimolopterygidae）は、後期白亜紀に生息していた鳥尾類の絶滅した科。シモロプテリクス科の化石は、サスカチュワン州のフレンチマン層、ワイオミング州のランス層、コロラド州のフォックスヒルズ層、モンタナ州のヘルクリーク層、アルゼンチンのリオネグロ州のアレン層で発見されている。そのほとんどはマーストリヒチアン末期である約6600万年前のものであるが、それよりもずっと古い種も、アルバータ州のカンパニアンのダイナソーパーク層、約7500万年前のものと特定されている。